# Schwitzkühllegierung
Schwitzkühllegierungen sind metallische Werkstoffe, die sich durch partielles Verdampfen kühlen. Da sich der Werkstoff dabei teilweise opfert, ist die Standzeit begrenzt. Diese Legierungen können beispielsweise in Raketendüsen mit entsprechend kurzer Brenndauer verwendet werden.
Die Realisierung einer Schwitzkühllegierung kann durch Tränklegieren erfolgen. Ein Beispiel dafür ist ein Wolfram-Silber-Verbundwerkstoff, der durch Tränken von gesintertem Wolfram-Pulver mit flüssigem Silber entsteht. Während der Brenndauer bei Temperaturen von etwa 4000 °C schmilzt das Silber. Ein Teil davon verdampft und kühlt dadurch die Düse.